# Rezerwat przyrody Bachus
Bachus – leśny rezerwat przyrody znajdujący się na terenie gminy Sawin w powiecie chełmskim, w województwie lubelskim. Leży w granicach Chełmskiego Parku Krajobrazowego, na terenie Nadleśnictwa Chełm.
- położenie geograficzne: Obniżenie Dubieńskie[4] lub Pagóry Chełmskie
- powierzchnia (dane nadesłane z nadleśnictwa): 82,59 ha
- rok utworzenia: 1958
- dokument powołujący: Zarządzenie Ministra Leśnictwa i Przemysłu Drzewnego z 18 lipca 1958 roku w sprawie uznania za rezerwat przyrody (MP nr 63, poz. 361)
- przedmiot ochrony (według aktu powołującego): zachowanie lasu liściastego z dębem bezszypułkowym na granicy jego zasięgu[1]

Obszar rezerwatu objęty jest ochroną czynną.